# Produktionselastizität
In der Volkswirtschaftslehre und dort insbesondere in der Mikroökonomik ist die partielle Produktionselastizität eine Elastizität, die näherungsweise anzeigt, um wie viel Prozent sich der Output (die Produktion) eines Unternehmens oder einer Volkswirtschaft verändert, wenn der Einsatz eines Produktionsfaktors um ein Prozent erhöht wird.
Genauer: Sie gibt an, um wie viel sich die Produktion bei einer marginalen Änderung des Faktoreinsatzes ändert.
Die Summe der partiellen Produktionselastizitäten ergibt die Skalenelastizität.

## Definition
Die partielle Produktionselastizität wird nach der folgenden Formel berechnet:
{\displaystyle \sigma _{i}={\frac {\partial y}{\partial x_{i}}}\cdot {\frac {x_{i}}{y}}}
mit {\displaystyle \sigma _{i}} = partielle Produktionselastizität des {\displaystyle i}-ten Inputs,
{\displaystyle y} = Produktionsmenge und
{\displaystyle x_{i}} = Einsatzmenge des {\displaystyle i}-ten Inputs.